# Жосул, Елена Викторовна
Еле́на Ви́кторовна Жо́сул (род. 16 сентября 1980, Кишинёв) — российский журналист, телеведущая, политолог, медиаэксперт и общественный деятель, специалист по политологии религии и государственно-конфессиональным отношениям. Кандидат политических наук (2008), доцент.
Советник председателя Синодального информационного отдела Русской православной церкви. Член Комиссии Межсоборного присутствия по вопросам информационной деятельности Церкви и отношений со СМИ (с 2015), член Комиссии Межсоборного присутствия по вопросам общественной жизни, культуры, науки и информации (с 2018).
Доцент Общецерковной аспирантуры и докторантуры имени святых равноапостольных Кирилла и Мефодия. Руководитель Центра медиакоммуникаций Российского православного университета святого Иоанна Богослова (2016—2018). Доцент и заведующая кафедрой журналистики и связей с общественностью историко-филологического факультета РПУ святого Иоанна Богослова (2010—2016).
Ведущая телепередач «RE:акция» (ранее — «До самой сути») и «Женская половина» на первом общественном православном телеканале «Спас» (2018—2021). Корреспондент и обозреватель информационного агентства «Интерфакс-Религия» (2005—2010).
Известный инстаблогер. Основательница и руководитель онлайн-школы православной культуры Pravoslavie.School.

## Биография
Родилась 16 сентября 1980 года в Кишинёве. В детстве мечтала стать врачом
В 2002—2004 годах работала аналитиком в Центре коммуникативных технологий «Пропаганда» (ЦКТ «PRОПАГАНДА»). В 2010—2020 годах — директор Центра гуманитарных проектов «Аксион».
В 2003 году окончила отделение политологии философского факультета МГУ имени М. В. Ломоносова; во время учёбы посещала лекции протодиакона А. В. Кураева. В дальнейшем окончила аспирантуру отделения политологии по кафедре мировой и российской политики, и в 2008 году в диссертационном совете Д 501.001.47 при МГУ имени М. В. Ломоносова под научным руководством кандидата философских наук, доцента А. П. Кабаченко защитила диссертацию на соискание учёной степени кандидата политических наук по теме «Религиозный фактор в процессах политической интеграции и дезинтеграции в Европе» (специальность 23.00.02 — политические институты, этнополитическая конфликтология, национальные и политические процессы и технологии); официальные оппоненты — доктор исторических наук, профессор А. А. Красиков и кандидат политических наук А. В. Кынев; ведущая организация — кафедра сравнительной политологии МГИМО (У) МИД России.
В 2010—2016 годах, по приглашению ректора в Российского православного университета святого Иоанна Богослова игумена Петра (Еремеева), преподавала в РПУ, где являлась доцентом и заведующей кафедрой журналистики и связей с общественностью историко-филологического факультета. В 2016—2018 годах года также являлась руководителем Центра медиакоммуникаций РПУ святого Иоанна Богослова.
Доцент Общецерковной аспирантуры и докторантуры имени святых равноапостольных Кирилла и Мефодия.
Ведёт свой инстаблог (в котором, среди прочего, проводит совместные эфиры с журналом «Фома») и занимается развитием собственного образовательного проекта в виде онлайн-школы православной культуры Pravoslavie.School.
Является вегетарианкой и по этическим соображениям не носит изделия из кожи и меха животных, а также не пользуется косметикой, которую тестировали на животных. Живёт по заповеди апостола Павла «всегда радуйтесь» (1Фес. 5:16), и считает, что православный христианин должен быть жизнелюбом (жить по правилу Августина Блаженного «люби — и делай что хочешь») и любить себя. Считает, что «христианская антропология отводит женщине гораздо более высокое место, чем современные безрелигиозные представления», поскольку в ней не делается акцента «на системе распределения общественных функций». В вопросах возрождения в России традиционных ценностей убеждена, что следует «договариваться во имя общих целей и святынь, которые важнее, чем изысканные особенности собственной идеологической концепции, столь дорогой сердцу».

## Журналистская деятельность
В 2005—2010 годах работала корреспондентом и обозревателем информационного агентства «Интерфакс-Религия».
С 2018 по 2021 годы была ведущей телепередач на православном телеканале «Спас»: была соведущей (с А. В. Щипковым) первых выпусков передачи «Щипков», автором и ведущей программ «Женская половина» (март — сентябрь 2019), «До самой сути» (сентябрь 2018 — сентябрь 2020), RE:Акция (с февраля 2020 по март 2021).
Колумнист газеты «Православная Москва». Автор статей в журналах «Власть», «Эксперт» и «Фома», газетах Vatican Insider, «Ведомости» и «Аргументы и факты — СтоЛичность», сетевых изданиях «Богослов.ру» и «Свободная пресса».

## Церковно-общественная деятельность
Советник председателя Синодального информационного отдела Русской православной церкви (СИНФО РПЦ) и преподаватель курсов повышения квалификации для сотрудников церковных пресс-служб при СИНФО РПЦ. С 2015 года — член Комиссии Межсоборного присутствия по вопросам информационной деятельности Церкви и отношений со СМИ. 15 октября 2018 год решением Священного Синода переизбрана в состав Межсоборного присутствия на 2018—2022 годы и включена в состав Комиссии по вопросам общественной жизни, культуры, науки и информации. Является постоянным экспертом различных дискуссионных площадок, посвящённых религиозным и этническим проблемам. Эксперт некоммерческой исследовательской службы «Среда», эксперт федерального информационного агентства REGIONS.RU/«Новости Федерации», эксперт грантового конкурса «Православная инициатива». Член Русского художественного союза.
В 2013 году журнал «Татьянин день» включил её в число самых влиятельных женщин Русской православной церкви.

## Семья
- Дед — Иван Иванович Жосул.
- Дед — Влади́мир Васи́льевич Шо́рин (21 декабря 1923, село Восуки, Барышский район, Ульяновская губерния, СССР — 6 октября 1991, СССР). В Великую Отечественную войну призван в июле 1941 года и воевал в звании младшего лейтенанта, затем лейтенанта и командира батареи 76 отдельного зенитного артиллерийского дивизиона 120 осб Западного фронта. Награждён орденом Отечественной войны I степени, двумя медалями «За отвагу», медалью «За боевые заслуги», медалью «За оборону Сталинграда», медалью «За победу над Германией в Великой Отечественной войне 1941—1945 гг.» и медалью «В ознаменование 100-летия со дня рождения Владимира Ильича Ленина»[45].
- Бабушка — Аргентина Пименовна Купча-Жосул.
- Отец — Виктор Иванович Жо́су(л).
- Мать — Лариса Владимировна Шо́рина.

## Научные труды
- Жосул Е. В. Универсализм в социально-политической доктрине Католической церкви // Материалы международной научно-практической конференции студентов, аспирантов и молодых учёных «Ломоносов-2003». — М.: Издательство МГУ, 2003.
- Жосул Е. В. Роль религиозного фактора в процессе политической интеграции в Западной Европе // Плехановские чтения: сборник материалов международной конференции. — Нижневартовск, 2004.
- Жосул Е. В. Ватикан и европейская интеграция // Власть. — 2008. — № 11. — С. 73—77.
- Жосул Е. В. Политологический аспект чина патриаршей интронизации (история и современное состояние) // Материалы докладов XVI Международной конференции студентов, аспирантов и молодых учёных «Ломоносов» / Отв. ред. И. А. Алешковский, П. Н. Костылев, А. И. Андреев. — М.: МАКС-Пресс, 2009. — 1 электрон. опт. диск (CD-ROM). С. 19—20.
- Жосул Е. В. Realpolitik патриарха Кирилла // Русское время. №1 (2) (январь-март 2010)
- Жосул Е. В. Религия и единая Европа. Цивилизационный анализ европейской интеграции. LAP LAMBERT Academic Publishing, 2011. — 156 с. ISBN 978-3-8433-1379-7
- Zhosul E. V. Orthodox Christianity and Mass-Media after Socialism // Religious Impact on Journalistic Cultures. Reading Materials / V. M. Khroul (ed.). — Moscow: Lomonosov Moscow State University Faculty of Journalism, Moscow University Press. — Vol. 2. — P. 9—12. — (Media and Religion). — ISBN 978-5-19-011016-6.
- Жосул Е. В. Ватикан в социальных сетях: католический опыт SMM-политики // Научный богословский портал Богослов.ру, 19.07.2017

## Публицистика
- Экуменический маршрут по следам крестовых походов // Интерфакс-Религия, 27.11.2006
- Россия и Святой Престол: новый акцент дипломатического диалога // Интерфакс-Религия, 12.03.2007
- Америка выбирает президента: вера и политика // Интерфакс-Религия, 04.11.2008
- Царьградский марш перед украинской рапсодией // Интерфакс-Религия, 08.06.2009
- Наш патриарх — колонизатор? // Интерфакс-Религия, 02.08.2009
- Ядерное православие // Интерфакс-Религия, 24.08.2009
- Белорусский урок. Познаётся в сравнении // Интерфакс-Религия, 30.09.2009
- Небо, самолёт, Патриарх // Интерфакс-Религия, 19.01.2010
- Арарат виден при ясной погоде // Интерфакс-Религия, 21.03.2010
- Между шезлонгом и часовней // Интерфакс-Религия, 13.04.2010
- Небоскребы, небоскребы, а храм маленький такой // Интерфакс-Религия, 21.04.2010
- Церковь-мама // Интерфакс-Религия, 25.07.2010
- Церковь и общество: Доверительная иерархия // Ведомости. 11.02.2011. 24 (2790).
- Быль и бытие Чернобыля // Эксперт, 28.04.2011
- Есть ли у нас время на игру в бисер? // Эксперт, 08.07.2011
- Любовь вне зависимостей // Эксперт, 04.08.2011
- Матрица: корректировка // Эксперт, 24.01.2012
- Елена Жосул: студент на приходе // Татьянин день, 24.10.2012
- Zhosul E. V. El papel de la mujer no nos divide // Vatican Insider, 24.09.2013
- Предисловие // Щипков А. В. Религиозное измерение журналистики. — М.: ПРОБЕЛ-2000, 2014. — С. 7—9. — 272 с. 500 экз. ISBN 978-5-98604-436-1
- Остра украинская боль // Православная Москва, 24.06.2014
- Жосул Е. В. Красота Божиего мира. Как постичь Веру // Аргументы и факты — СтоЛичность. — 2014. — № 4 (53) за 9 апреля. — С. 5.
- Красный волк с белым ягнёнком // Эксперт, 02.01.2015
- Встань и говори // Фома, 04.02.2015
- Следующий #jesuis: очередь и кастинг // Однако, 03.03.2015
- Марфа, Марфа, отложи смартфон // Православная Москва, 26.04.2015
- Моё открытие Татианы // Православная Москва, 25.01.2016
- В графе поставить крест // Эксперт, 09.02.2016
- Всеправославная нить Ариадны // Эксперт, 20.06.2016
- #ГоворитьБожиюПравду // Фома. Ноябрь 2016. № 11 (163).
- На посту // Православная Москва. № 22 (611) ноябрь, 2016 г.
- Шампанское без пепла // Православная Москва. № 23 (613) декабрь, 2016 г.
- Весёлыми ногами // Православная Москва. № 8 (621) апрель, 2017 г.
- Оглашенное большинство // Православная Москва. № 15 (628) август, 2017 г.
- Привет, ромашки! И подвиньтесь // Свободная пресса, 28.06.2017
- Безответственная милостыня // Православная Москва. № 17 (630) сентябрь, 2017 г.
- Феромоны смерти // Православная Москва. № 21 (634) ноябрь, 2017 г.
- Сеанс душевного маникюра // Православная Москва. № 22 (635) ноябрь, 2017 г.
- Перформансом по живому // Свободная пресса, 08.12.2017
- Со скелетом по течению // Православная Москва. № 3 (640) февраль, 2018 г.
- Мусорный ветер // Православная Москва, 04.05.2018
- Звезда по имени пенсия // Православная Москва. № 15-16 (652—653) август 2018 года
- До самой сути 2018-го // Православная Москва 20-24 (657—660) ноябрь-декабрь 2018 г.
- Медиапаства — не бараны // s-t-o-l.com, 02.02.2020